# Chiesa di Santa Maria di Caravaggio (Pavia)
La chiesa di Santa Maria di Caravaggio è una chiesa parrocchiale di Pavia che sorge in viale Camillo Golgi 39.

## Storia
Il rione in cui sorge la chiesa, il Ponte di Pietra, si trova nella periferia occidentale di Pavia e conobbe una forte urbanizzazione, legata al repentino sviluppo industriale dell’area, a partire dagli anni ’20 del Novecento. A causa della densità abitativa e data la mancanza di precedenti edifici di culto nella zona, nel 1928 fu realizzato un piccolo santuario dedicato alla Madonna di Caravaggio, tuttavia, tale edificio si rivelò ben presto inadeguato alle esigenze del rione, in continua espansione, tanto che nel 1944 iniziò, su progetto di Emilio Carlo Aschieri e di Eliseo Mocchi, il cantiere di una nuova, e più grande, chiesa. La guerra prima e le ristrettezze economiche dei primissimi anni del dopoguerra bloccarono a lungo i lavori, tanto che 1956, la curia vescovile decise di affidare la progettazione e la costruzione della nuova chiesa a Giovanni Muzio, che, stralciando il progetto dell’Aschieri, ridisegnò completamente l’edificio, che venne ultimato nel 1964.

## Descrizione
Come altri edifici religiosi progettati da Giovanni Muzio, la chiesa è dotata di una cupola impostata su di una pianta a geometria complessa, mentre le coperture delle navate sono in parte piatte e in parte inclinate. La cupola, che richiama la forma di un giglio, simbolo mariano, è provvista di una grande loggia, mentre l’interno della lanterna presenta fasce di colore rosso, degradanti in direzione della luce, come a creare raggi di luce che dall’alto scendono verso i fedeli. La statua delle Vergine, posta in cima alla cupola, è opera di Antonio Majocchi. Gli altari hanno pianta poligonale e, al di sotto di quello maggiore, si trova l’austera cripta, i cui decori richiamano quelli del tiburio. L'altare maggiore è arricchito da grande affresco, opera del bergamasco Claudio Nani, raffigurante la Madonna, tra i Santi Siro e Vittore, con alle spalle l'immagine, ispirata all'affresco conservato nella chiesa di San Teodoro, di Pavia medievale. Il paramento murario della chiesa è interamente rivestito con mattoni, lasciati a vista, come in molti edifici di età romanica. Lateralmente alla chiesa si trova la casa parrocchiale, anch’essa realizzata con mattoni a vista e impostata su di una pianta a “C”.

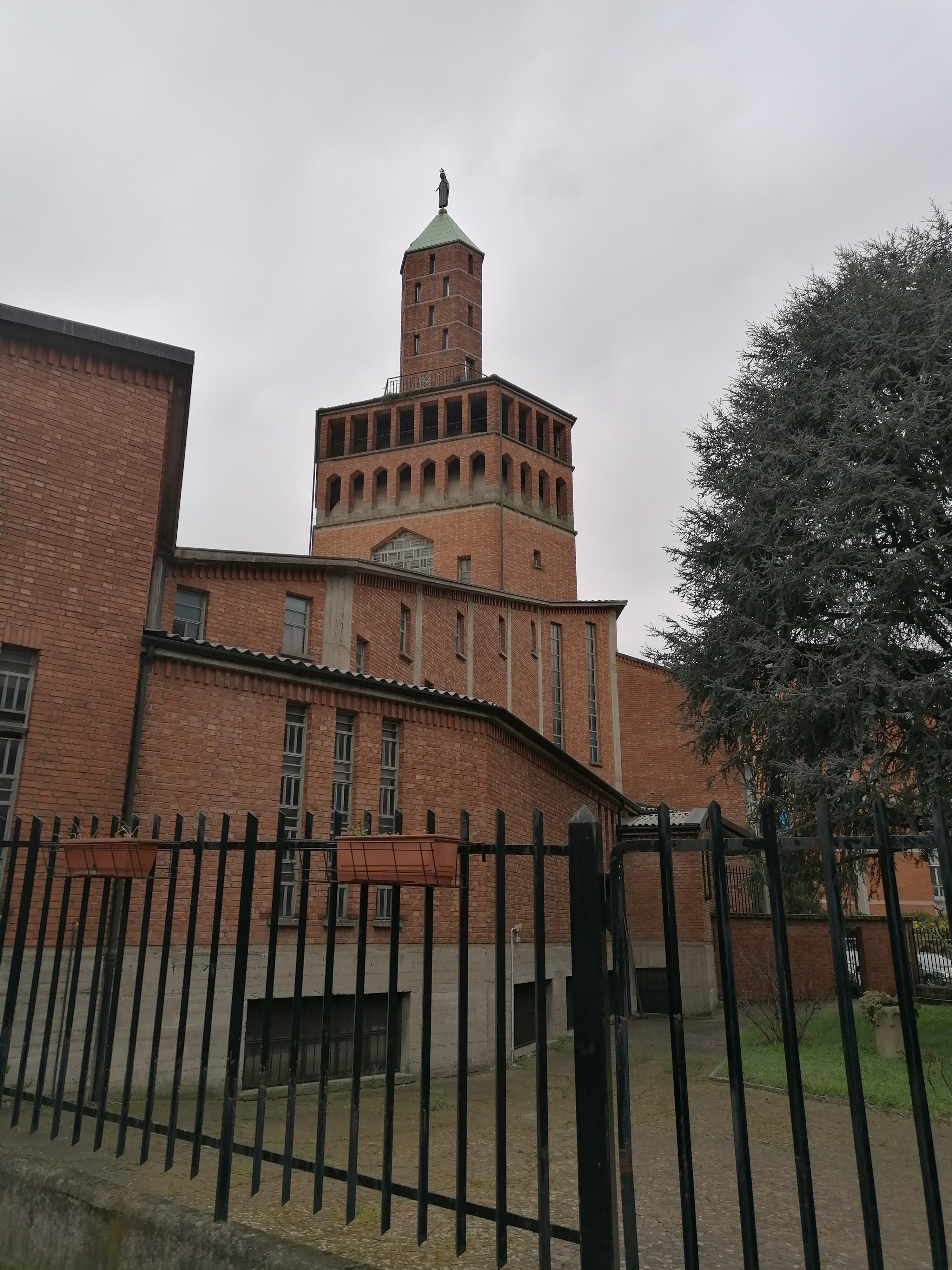
La cupola
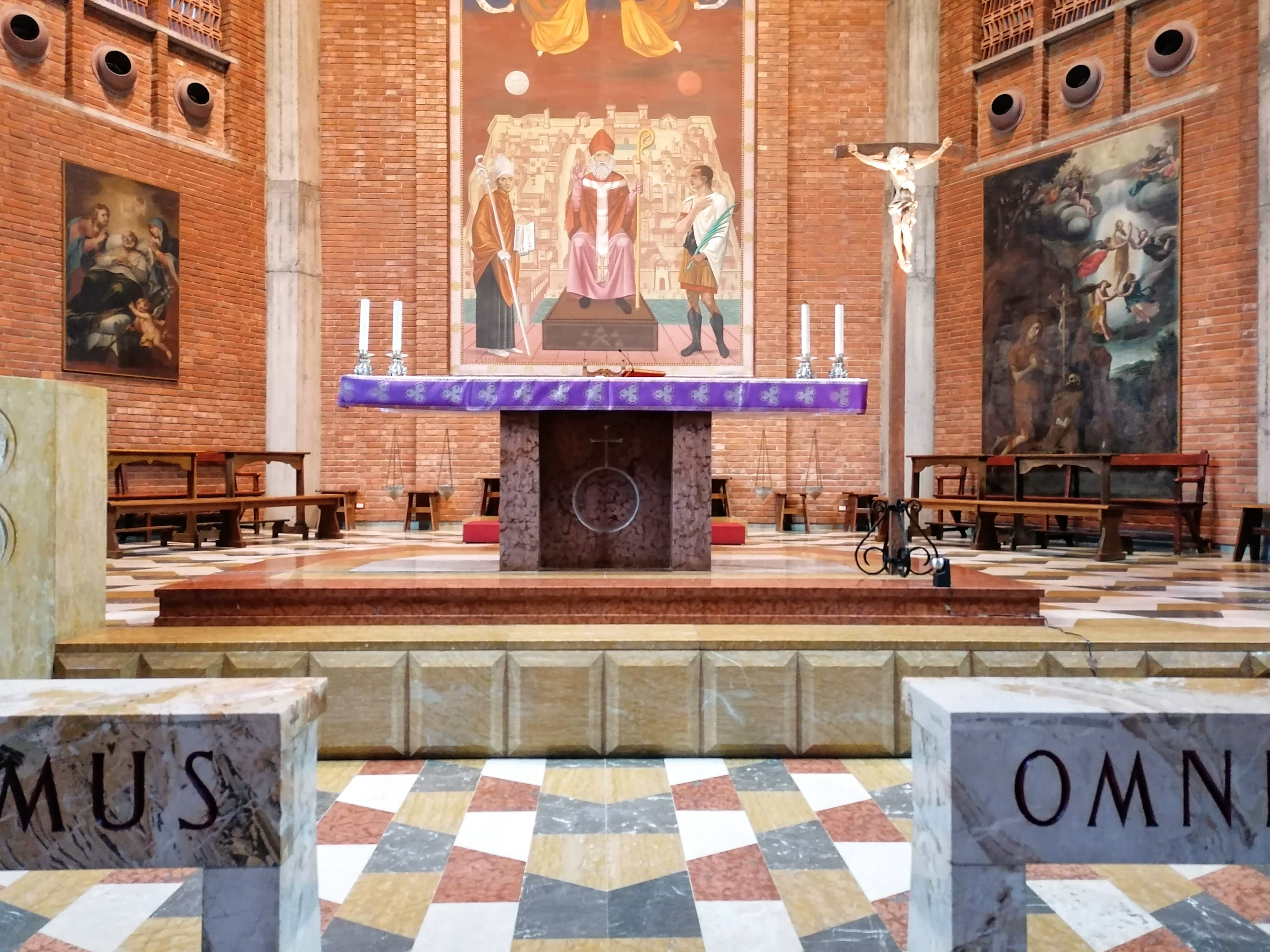
L'altare maggiore.